# Epiperola antelia
Epiperola antelia är en fjärilsart som beskrevs av Druce 1906. Epiperola antelia ingår i släktet Epiperola och familjen snigelspinnare. Inga underarter finns listade i Catalogue of Life.